# هنري كراوس
هنري كراوس (بالإنجليزية: Henry Kraus)‏ (و. 1906 – 1995 م) هو مؤرخ، من الولايات المتحدة الأمريكية، توفي عن عمر يناهز 89 عاماً.

## التعليم
تعلم في جامعة شيكاغو، وجامعة كيس وسترن ريسرف.